# Allison Brock
Allison Brock, född den 7 december 1979 i Honolulu, Hawaii, är en amerikansk ryttare.
Hon tog OS-brons i lagtävlingen i dressyr i samband med de olympiska tävlingarna i ridsport 2016 i Rio de Janeiro.